# 亞歷山卓路面電車

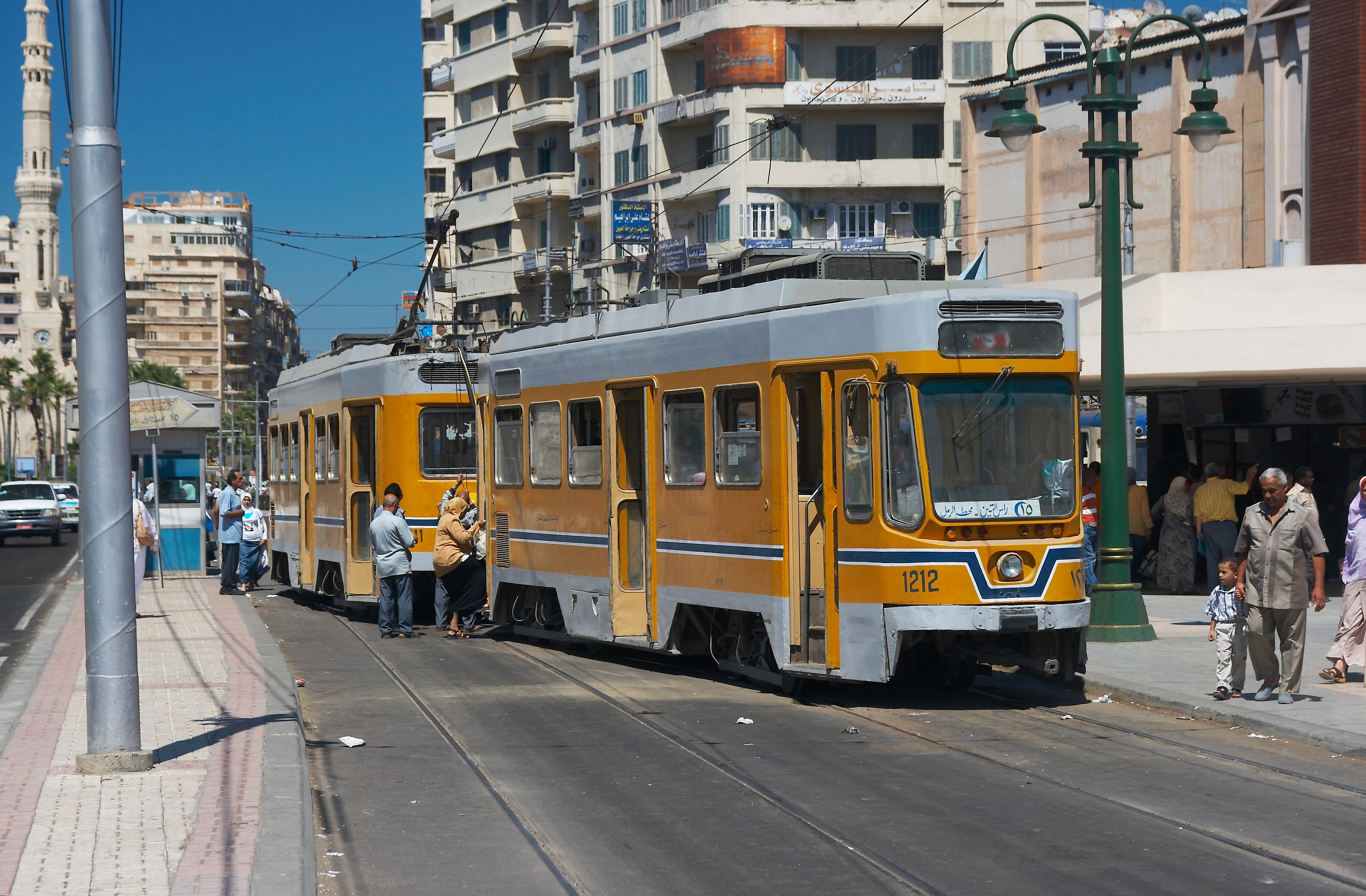
亞歷山卓電車

亞歷山卓路面電車（阿拉伯语：ترام الإسكندرية）是位於埃及亞歷山卓的有軌電車運輸系統，有20條路線，共140個車站。它是全世界三個使用雙層電車的非遺產系統當中之一，其餘兩個為英國黑池電車和香港電車。亞歷山卓電車軌距為寬1435毫米的標準軌。

## 歷史

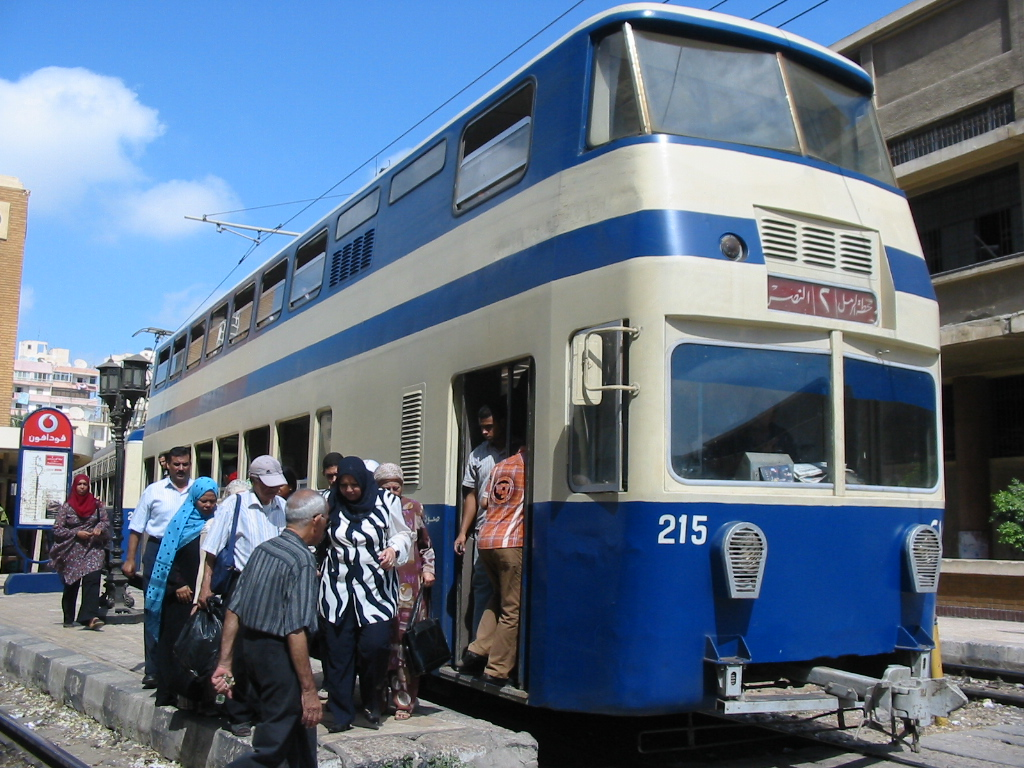
行走2號線的亞歷山卓雙層電車，這款雙層電車都是日本近畿車輛製造，共有六輛，這款雙層電車本身是沒有動力的拖卡，依靠前面的有動力單層電車拖行

該系統於1863年開始運營，是非洲以至全球最古老的輕軌運輸系統。當中Ramlh至Victoria的幹線早期使用由馬牽引的馬車，及後改用蒸汽牽引，至1902年電氣化完成後改用電車。

## 路線
- 1號線 - Ramlh - El Nasr（維多利亞）
- 2號線 - Ramlh - El Nasr（維多利亞）
- 25號線 - Ramlh - Sidi Gaber El Sheikh
- 36號線 - Ramlh - San Estefano

## 其他
除上述的電車系統外，亞歷山卓另有一電車系統名為Tram El Medina。